# Mit Rahina
Mit Rahina (arabisch ميت رهينة, DMG Mīt Rahīna) ist eine Kleinstadt im Gouvernement al-Dschiza in Ägypten mit 23.187 Einwohnern (Stand 2006). Sie befindet sich am nördlichen Ende der antiken Stätte von Memphis am Westufer des Nils, etwa 24 km südlich von Kairo.

## Geschichte
Mit Rahinas Geschichte ist eng mit der antiken Stadt Memphis verknüpft und reicht bis zu ihrer Gründung durch König Menes ins Jahr 3100 v. Chr. zurück. Sie war lange Zeit die Hauptstadt Ägyptens und beherbergte viele dem Gott Ptah geweihte Tempel, Königspaläste und andere Bauwerke.
Der Name leitet sich vom altägyptischen Namen für Memphis, mjt-rhnt ab, der übersetzt „Straße der Widder(sphingen)“ bedeutet. Gemeint ist damit der Verbindungsweg zwischen Memphis und der Nekropole Sakkara, auf dem die Prozession des toten Stiers zur Bestattung im Serapeum von Sakkara stattfand.
Seit dem Amtsantritt von Präsident Abd al-Fattah as-Sisi im Jahr 2014 bemüht sich der ägyptische Staat um die Entwicklung des Gebietes von Mit Rahina. Im Zuge eines Entwicklungsprojektes mit Gesamtkosten in Höhe von 26 Mio. LE wurden Wege für den Besuch des Tempelgebiets festgelegt sowie ein Souvenirmarkt und ein Besucherzentrum eingerichtet. Das Projekt wurde 2017 abgeschlossen.

## Sehenswürdigkeiten
In Mit Rahina befinden sich zahlreiche archäologische Stätten, darunter das Freilichtmuseum, welches um eine kolossale Kalksteinstatue von Ramses II. gebaut wurde. Das Museum bietet viele Attraktionen wie eine Alabastersphinx aus dem Neuen Reich, zwei Statuen von Ramses II., die ursprünglich nubische Tempel schmückten, und die riesigen Steinbetten, auf denen die heiligen Apis-Stiere bestattet wurden.

Mit Rahina Museum
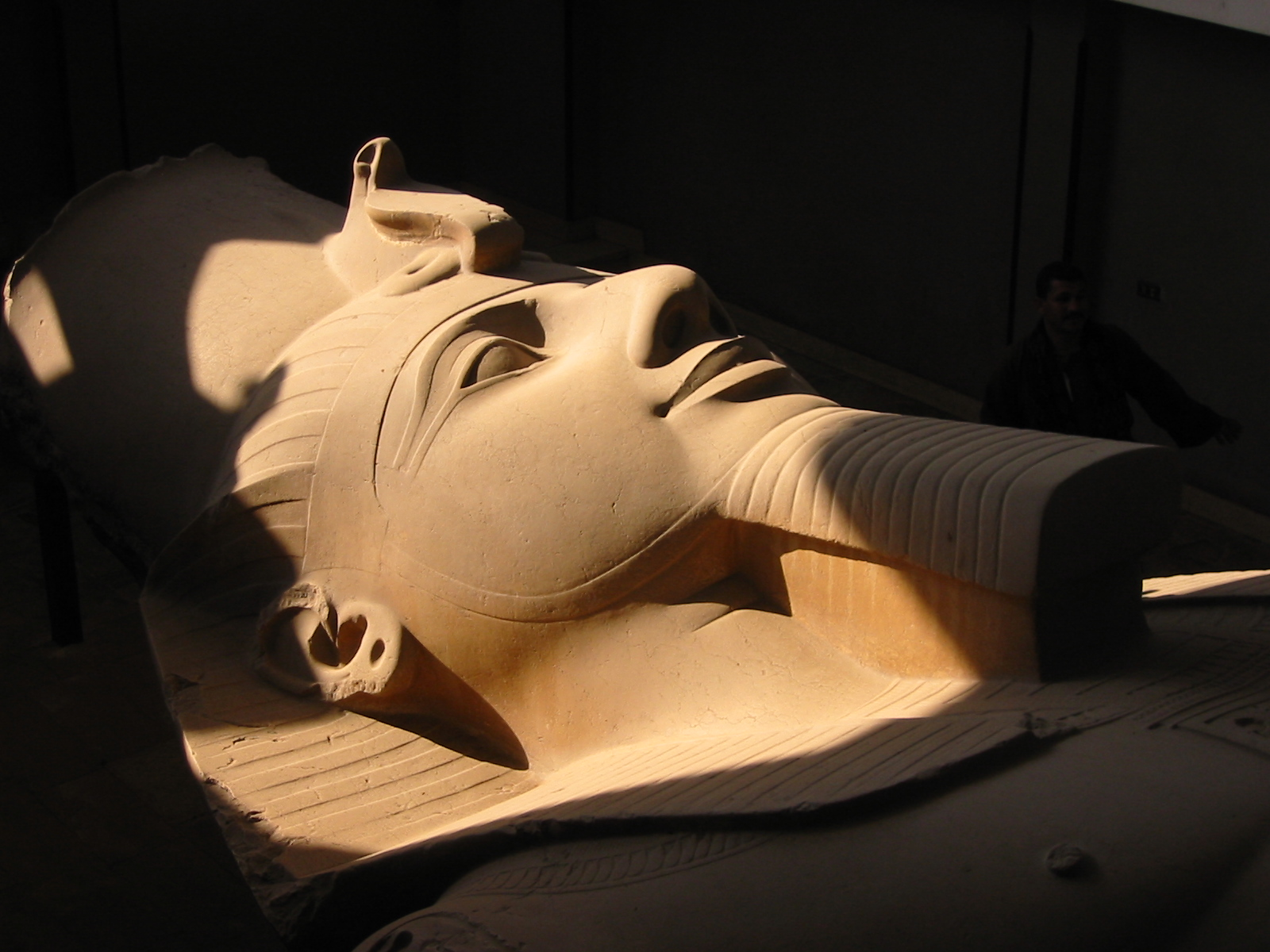
Kolossalstatue von Ramses II.
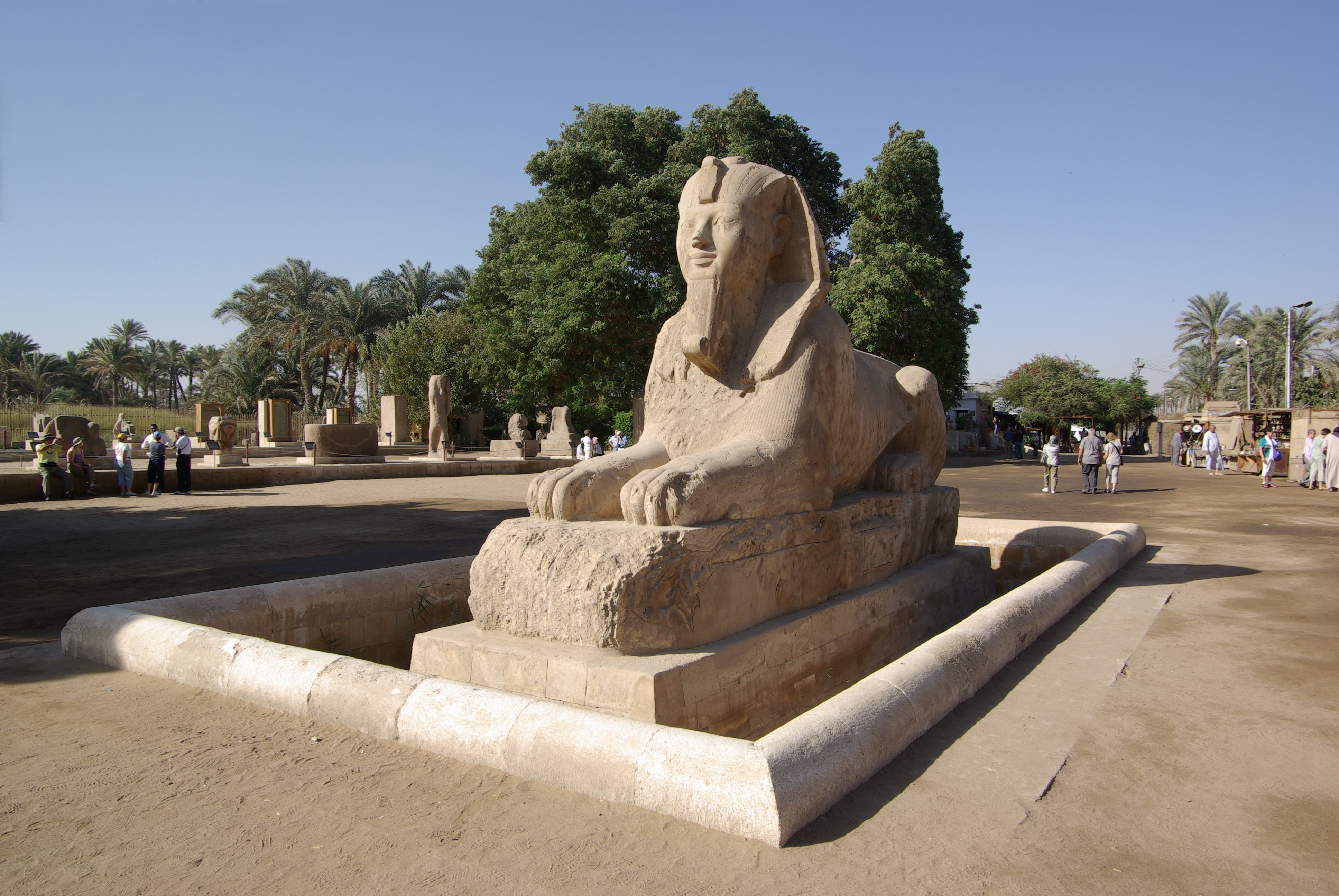
Alabastersphinx
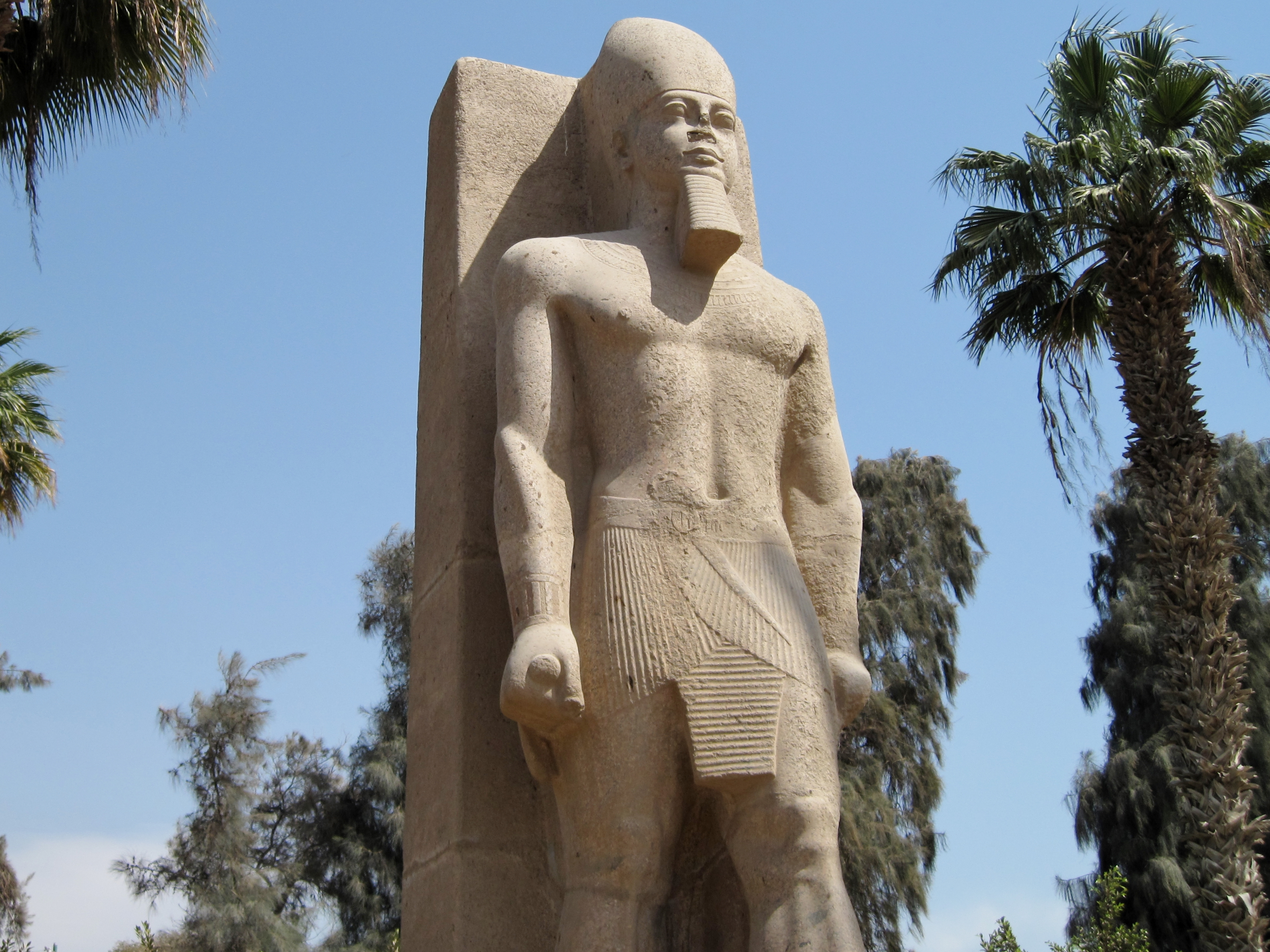
Stehende Kolossalstatue von Ramses II.
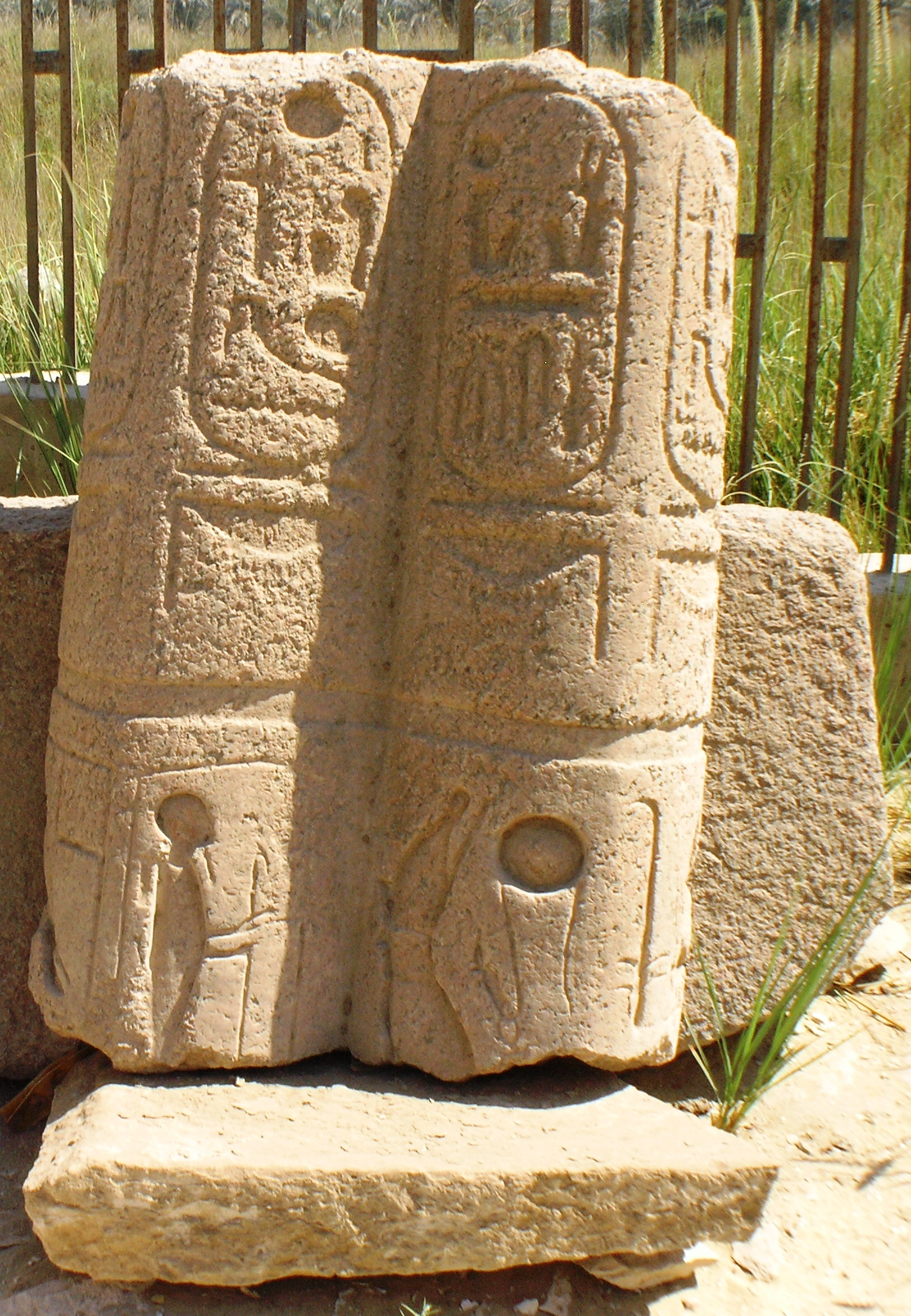
Steinfragment mit Hieroglyphen